# 루테티아

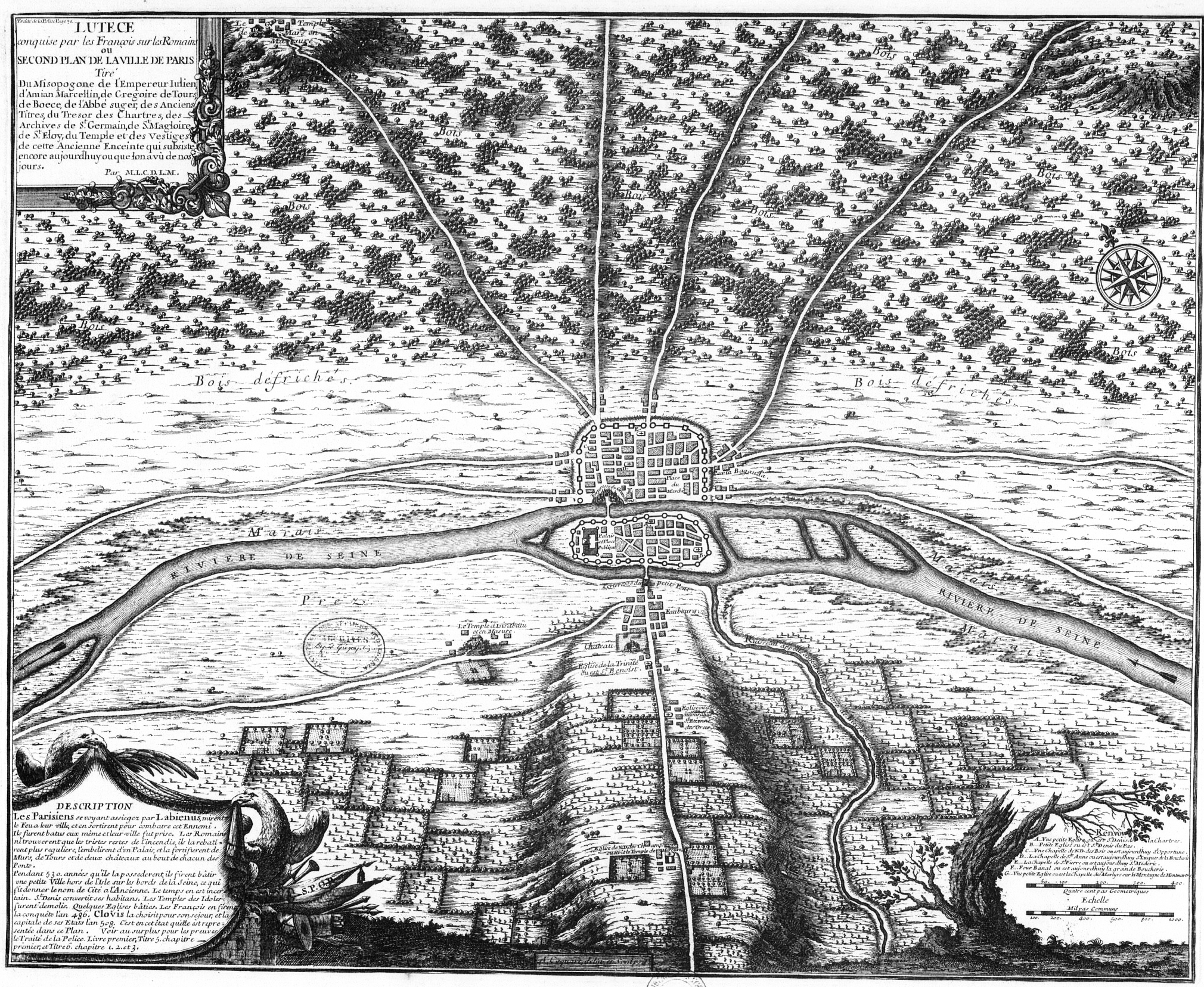

루테티아(라틴어: Lutetia, 프랑스어: Lutèce 뤼테스[*])는 로마 시대의 갈리아 지방에 있던 마을이다. 메로빙거 왕조 시대에 재건된 현대 파리의 기원이 되었다.

## 같이 보기
- 파리의 역사